# Paracytheridea dentomarginata
Paracytheridea dentomarginata is een mosselkreeftjessoort uit de familie van de Paracytherideidae.